# ردندرة كبيرة
ردندرة كبيرة (الاسم العلمي:Rhododendron grande) هي نوع من النباتات تتبع جنس الردندرة من الفصيلة الخلنجية.